# Naturschutzgebiet Steinschlade

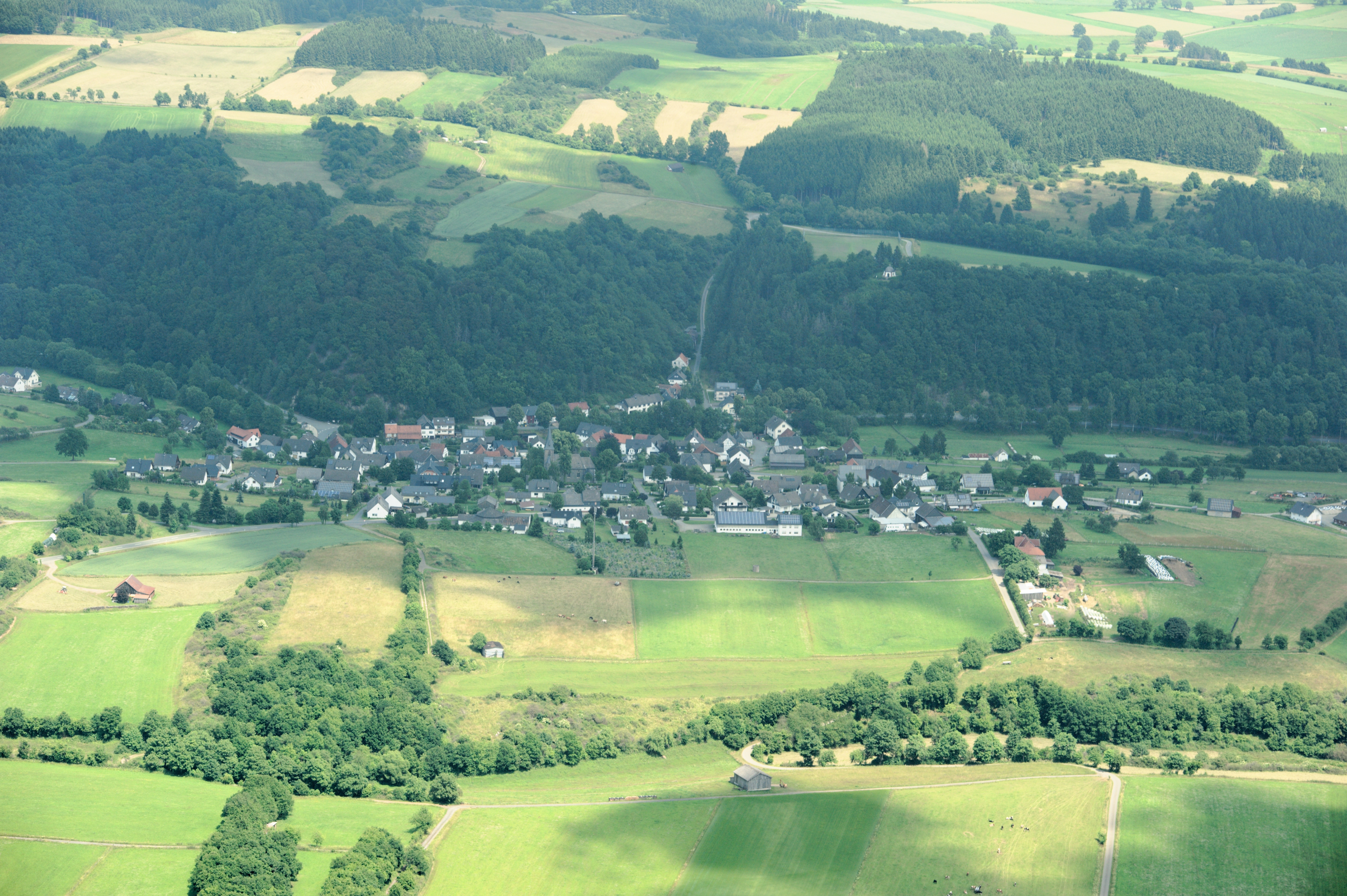
Hallenberg; im oberen Bilddrittel Teile des Naturschutzgebiets „Heckenlandschaft Braunshausen“, unten links Teile des Naturschutzgebiets „Steinschlade“

Das Naturschutzgebiet Steinschlade mit einer Größe von 7,3 ha liegt westlich von Braunshausen im Stadtgebiet von Hallenberg. Das Gebiet wurde am 15. September 2004 mit dem Landschaftsplan Hallenberg durch den Hochsauerlandkreis als Naturschutzgebiet (NSG) ausgewiesen. Das NSG ist Teil des Europäischen Vogelschutzgebiets Medebacher Bucht. Es ist durch die K 54 zerschnitten.

## Gebietsbeschreibung
Beim NSG handelt es sich um extensives Grünland mit Hecken und anderen Gehölzen.

## Tier- und Pflanzenarten im NSG
Auswahl vom Landesamt für Natur, Umwelt und Verbraucherschutz Nordrhein-Westfalen dokumentierter Tierarten im Gebiet: Amsel, Baumweißling, Buchfink, Dorngrasmücke, Elster, Fitis, Gartengrasmücke, Goldammer, Klappergrasmücke, Kohlmeise, Neuntöter, Wacholderdrossel, Wendehals und Zilpzalp. Früher kam auch das Braunkehlchen im Bereich Pitzfeld als Brutvogel vor.
Auswahl vom Landesamt dokumentierter Pflanzenarten im Gebiet: Acker-Glockenblume, Acker-Hohlzahn, Acker-Hornkraut, Acker-Minze, Acker-Spörgel, Acker-Witwenblume, Acker-Ziest, Aufrechtes Fingerkraut, Bachbunge, Besenginster, Bitteres Schaumkraut, Brennender Hahnenfuß, Echtes Johanniskraut, Echtes Labkraut, Echtes Leinkraut, Echtes Mädesüß, Feinblättrige Wicke, Gänseblümchen, Gamander-Ehrenpreis, Gemeiner Hohlzahn, Gewöhnlicher Blutweiderich, Gewöhnlicher Feldsalat, Gewöhnliches Ferkelkraut, Gelbes Sonnenröschen, Gezähnter Feldsalat, Glattes Habichtskraut, Gras-Sternmiere, Große Bibernelle, Großer Wiesenknopf, Heide-Nelke, Kleine Bibernelle, Kleine Braunelle, Kleiner Klappertopf, Kleiner Wiesenknopf, Kleines Habichtskraut, Kornblume, Kriechender Günsel, Kriechender Hahnenfuß, Kuckucks-Lichtnelke, Körner-Steinbrech, Magerwiesen-Margerite, Moor-Labkraut, Moschus-Malve, Pfennigkraut, Quell-Sternmiere, Quendelblättriges Sandkraut, Rainfarn, Rapunzel-Glockenblume, Roter Fingerhut, Rundblättrige Glockenblume, Saat-Hohlzahn, Schlangen-Knöterich, Silber-Fingerkraut, Spitzlappiger Frauenmantel, Sumpf-Dotterblume, Sumpf-Labkraut, Sumpf-Vergissmeinnicht, Sumpf-Weidenröschen, Teich-Schachtelhalm, Vogel-Wicke, Wald-Engelwurz, Wasser-Minze, Weichhaariger Hohlzahn, Weißes Labkraut, Wiesen-Bocksbart, Wiesen-Bärenklau, Wiesen-Flockenblume, Wiesen-Kerbel, Wiesen-Kümmel, Wiesen-Pippau, Wiesen-Platterbse, Wiesen-Schaumkraut, Zaun-Wicke, Zottiges Weidenröschen, Zweispaltiger Hohlzahn.

## Schutzzweck
Das NSG soll das Grünland mit seinem Arteninventar schützen. Zur Erhaltung und Entwicklung von Lebensgemeinschaften und Lebensstätten wildlebender, teils gefährdeter Arten, von Tier- und Pflanzenarten beizutragen. Wie bei allen Naturschutzgebieten in Deutschland wurde in der Schutzausweisung darauf hingewiesen, dass das Gebiet „wegen der Seltenheit, besonderen Eigenart und Schönheit des Gebietes“ als Naturschutzgebiet ausgewiesen wurde. Laut Naturschutzgebiets-Ausweisung wurde das Gebiet zum Naturschutzgebiet auch ausgewiesen, um zur Sicherung des ökologischen Netzes Natura 2000 der EU im Sinne der FFH-Richtlinie.